# Membres de l'Ordre du Canada, par ordre alphabétique H
| Nom                                   | Ville                   | Province                | Grade     | Année | Occupation |
| Ralph Carl George Haas                | Waterloo                | Ontario                 | Membre    | 1998  |            |
| Walter J. Hachborn                    | St. Jacobs              | Ontario                 | Membre    | 1999  |            |
| Vladimir Hachinski                    | London                  | Ontario                 | Membre    | 2008  |            |
| Ian Hacking                           | Toronto                 | Ontario                 | Compagnon | 2004  |            |
| Claire Margaret Haddad                | Don Mills               | Ontario                 | Membre    | 1979  |            |
| Mira Ashby-Praunsperger von Hadesdorf | Toronto                 | Ontario                 | Membre    | 1984  |            |
| Rudolph Haering                       | Quesnel                 | Colombie-Britannique    | Officier  | 1976  |            |
| J. Gerald Hagey                       | Kitchener               | Ontario                 | Membre    | 1985  |            |
| Graeme T. Haig                        | Winnipeg                | Manitoba                | Membre    | 1985  |            |
| Robert J. Hainault                    | Beaconsfield            | Québec                  | Membre    | 1984  |            |
| Gerald Halbert                        | Toronto                 | Ontario                 | Membre    | 2001  |            |
| Ivan A. Hale                          | Alcove                  | Québec                  | Membre    | 1982  |            |
| M.A. Grete Hale                       | Ottawa                  | Ontario                 | Membre    |       |            |
| Agnes M. Hall                         | Vancouver               | Colombie-Britannique    | Membre    | 1992  |            |
| Amelia Hall                           | Toronto                 | Ontario                 | Membre    | 1982  |            |
| Douglas John Hall                     | Montréal                | Québec                  | Membre    | 2002  |            |
| Emmett Matthew Hall                   | Saskatoon               | Saskatchewan            | Compagnon | 1974  |            |
| Frank H. Hall                         | Montréal                | Québec                  | Officier  | 1968  |            |
| Henry F. Hall                         | Montréal                | Québec                  | Officier  | 1967  |            |
| Judith Goslin Hall                    | Vancouver               | Colombie-Britannique    | Officier  | 1998  |            |
| Lawrence H. Hall                      | Willowdale              | Ontario                 | Membre    | 1973  |            |
| Pamela M. Hall                        | Vancouver               | Colombie-Britannique    | Membre    | 1991  |            |
| Lyle Shantz Hallman                   | Waterloo                | Ontario                 | Membre    | 2000  |            |
| Philip Francis Halloran               | Edmonton                | Alberta                 | Officier  | 2004  |            |
| Francess G. Halpenny                  | Toronto                 | Ontario                 | Compagnon | 1979  |            |
| Israel Halperin                       | Toronto                 | Ontario                 | Membre    | 1989  |            |
| Ida Halpern                           | Vancouver               | Colombie-Britannique    | Membre    | 1978  |            |
| John G.H. Halstead                    | Ottawa                  | Ontario                 | Membre    | 1996  |            |
| Gerald Sydney Halter                  | Winnipeg                | Manitoba                | Officier  | 1977  |            |
| Harry Halton                          | Montréal                | Québec                  | Officier  | 2002  |            |
| James Milton Ham                      | Toronto                 | Ontario                 | Officier  | 1980  |            |
| Alfred Hamel                          | St-Félicien             | Québec                  | Membre    | 1994  |            |
| André Hamel                           | Montréal                | Québec                  | Membre    | 1986  |            |
| Jean-Marc Hamel                       | Ottawa                  | Ontario                 | Officier  | 1990  |            |
| Jean Hamelin                          | Sainte-Foy              | Québec                  | Membre    | 1994  |            |
| Louis-Edmond Hamelin                  | Québec                  | Québec                  | Officier  | 1974  |            |
| John Laurence Hamerton                | Dugald                  | Manitoba                | Officier  | 2002  |            |
| Christine C. Hamilton                 | Hamilton                | Ontario                 | Membre    | 1989  |            |
| John Borden Hamilton                  | Toronto                 | Ontario                 | Membre    | 1992  |            |
| John Richard Hamilton                 | Montréal                | Québec                  | Membre    | 2000  |            |
| Stuart Hamilton                       | Toronto                 | Ontario                 | Membre    | 1984  |            |
| William M. Hamilton                   | Vancouver               | Colombie-Britannique    | Officier  | 1978  |            |
| E. Leslie Hammer                      | Port Alberni            | Colombie-Britannique    | Membre    | 1984  |            |
| Susan Hammond                         | Toronto                 | Ontario                 | Membre    | 1993  |            |
| Sharon Trostin Hampson                | Toronto                 | Ontario                 | Membre    | 2002  |            |
| Robert Ernest William Hancock         | Vancouver               | Colombie-Britannique    | Officier  | 2001  |            |
| William James Hancox                  | Stratford               | Île-du-Prince-Édouard   | Membre    | 2001  |            |
| Marsha P. Hanen                       | Victoria                | Colombie-Britannique    | Membre    | 1998  |            |
| Stephen Hanessian                     | Montréal                | Québec                  | Officier  | 1998  |            |
| Howard Benton Haney                   | Lethbridge              | Alberta                 | Membre    | 2003  |            |
| Leonard Kane Haney                    | Picture Butte           | Alberta                 | Membre    | 1992  |            |
| William F. Hanna                      | Winnipeg                | Manitoba                | Officier  | 1968  |            |
| Gabrielle Hannan                      | Montréal                | Québec                  | Membre    | 1974  |            |
| Richard M. Hansen                     | Vancouver               | Colombie-Britannique    | Compagnon |       |            |
| Ann Meekitjuk Hanson                  | Iqaluit                 | Nunavut                 | Membre    | 2003  |            |
| Arthur John Hanson                    | Winnipeg                | Manitoba                | Officier  | 2003  |            |
| Charles Harold Hantho                 | Islington (en)          | Ontario                 | Membre    | 1996  |            |
| Arthur S. Hara                        | Vancouver               | Colombie-Britannique    | Officier  | 1985  |            |
| Peter Harcourt                        | Ottawa                  | Ontario                 | Membre    | 2004  |            |
| Hugh Hagood Hardy                     | Oakville                | Ontario                 | Membre    | 1992  |            |
| Jules Hardy                           | Montréal                | Québec                  | Officier  | 1986  |            |
| Robert M. Hardy                       | Edmonton                | Alberta                 | Officier  | 1974  |            |
| W.G. Hardy                            | Edmonton                | Alberta                 | Membre    | 1973  |            |
| F. Kenneth Hare                       | Oakville                | Ontario                 | Compagnon | 1978  |            |
| Charles Richard Harington             | Gloucester              | Ontario                 | Officier  | 2001  |            |
| Douglas Scott Harkness                | Calgary                 | Alberta                 | Officier  | 1978  |            |
| Harvey H. Harnick                     | Toronto                 | Ontario                 | Membre    | 1974  |            |
| Gisèle Côté-Harper                    | Sainte-Foy              | Québec                  | Officier  | 1997  |            |
| J. Russell Harper                     | South Lancaster         | Ontario                 | Officier  | 1975  |            |
| Kenneth W. Harrigan                   | Oakville                | Ontario                 | Officier  | 1996  |            |
| Conrad F. Harrington                  | Westmount               | Québec                  | Membre    | 1986  |            |
| James B. Harrington                   | Chatham                 | Ontario                 | Officier  | 1969  |            |
| Michael F. Harrington                 | Saint-Jean              | Terre-Neuve-et-Labrador | Membre    | 1993  |            |
| Rex Harrington                        | Toronto                 | Ontario                 | Officier  | 2000  |            |
| Richard Harrington                    | Toronto                 | Ontario                 | Officier  | 2001  |            |
| Christie Harris                       | Victoria                | Colombie-Britannique    | Membre    | 1980  |            |
| Christopher Harris                    | Ottawa                  | Ontario                 | Membre    | 2005  |            |
| Grace Margaret Harris                 | Hamilton                | Ontario                 | Membre    | 1992  |            |
| Lawren S. Harris                      | Vancouver               | Colombie-Britannique    | Compagnon | 1969  |            |
| Leslie Harris                         | Saint-Jean              | Terre-Neuve-et-Labrador | Officier  | 1987  |            |
| Margaret Catherine Harris             | Saskatoon               | Saskatchewan            | Membre    | 1988  |            |
| Milton E. Harris                      | Toronto                 | Ontario                 | Officier  | 1986  |            |
| Peter Harris                          | Lethbridge              | Alberta                 | Membre    | 1997  |            |
| Richard Colebrook Harris              | Vancouver               | Colombie-Britannique    | Officier  | 2004  |            |
| Walter E. Harris                      | Hazelton                | Colombie-Britannique    | Officier  | 2004  |            |
| Walter Edgar Harris                   | Edmonton                | Alberta                 | Membre    | 1998  |            |
| Edward Hardy Harrison                 | Victoria                | Colombie-Britannique    | Membre    | 1987  |            |
| James M. Harrison                     | Ottawa                  | Ontario                 | Compagnon | 1971  |            |
| Joan Fletcher Harrison                | Toronto                 | Ontario                 | Membre    | 1996  |            |
| Donald Harron                         | Toronto                 | Ontario                 | Officier  | 1980  |            |
| Anne Hart                             | Saint-Jean              | Terre-Neuve-et-Labrador | Membre    | 2004  |            |
| Evelyn Anne Hart                      | Toronto                 | Ontario                 | Compagnon | 1983  |            |
| G. Arnold Hart                        | Mountain                | Ontario                 | Membre    | 1981  |            |
| Stewart Edward Hart                   | Calgary                 | Alberta                 | Membre    | 2000  |            |
| William Edward Hart                   | Clifton Royal           | Nouveau-Brunswick       | Membre    | 1980  |            |
| Bernard Conrad Hartman                | Orleans                 | Ontario                 | Membre    | 1998  |            |
| Robbert Hartog                        | Perkinsfield            | Ontario                 | Membre    | 1984  |            |
| Stanley H. Hartt                      | Toronto                 | Ontario                 | Officier  | 1994  |            |
| Pierre Harvey                         | Saint-Lambert-de-Lauzon | Québec                  | Membre    | 1988  |            |
| Donald Southam Harvie                 | Calgary                 | Alberta                 | Officier  | 1981  |            |
| Eric L. Harvie                        | Calgary                 | Alberta                 | Officier  | 1967  |            |
| Vanessa C. Harwood                    | Toronto                 | Ontario                 | Officier  | 1984  |            |
| Richard Francis Haskayne              | Calgary                 | Alberta                 | Officier  | 1997  |            |
| Florence J. Haslam                    | Toronto                 | Ontario                 | Membre    | 1973  |            |
| Phyllis G. Haslam                     | Toronto                 | Ontario                 | Officier  | 1978  |            |
| F.H. Eva Hassell                      | Cumberland              | Saskatchewan            | Officier  | 1969  |            |
| Gerald Gordon Hatch                   | Toronto                 | Ontario                 | Membre    | 1996  |            |
| Betty Havens                          | Winnipeg                | Manitoba                | Membre    | 2004  |            |
| Ostap Hawaleshka                      | Winnipeg                | Manitoba                | Membre    | 2001  |            |
| D. Sanford Hawley                     | Mississauga             | Ontario                 | Membre    | 1976  |            |
| Audrey E. Hawthorn                    | Vancouver               | Colombie-Britannique    | Membre    | 1985  |            |
| Harry B. Hawthorn                     | Vancouver               | Colombie-Britannique    | Officier  | 1972  |            |
| Frank C. Hawthorne                    | Winnipeg                | Manitoba                | Officier  | 2005  |            |
| Eldon Hay                             | Sackville               | Nouveau-Brunswick       | Membre    | 2003  |            |
| Frank J. Hayden                       | Burlington              | Ontario                 | Officier  | 1999  |            |
| Salter Adrian Hayden                  | Toronto                 | Ontario                 | Officier  | 1986  |            |
| K.P. Hayes                            | Toronto                 | Ontario                 | Officier  |       |            |
| Pegi Morgan Hayes                     | Winnipeg                | Manitoba                | Membre    | 1989  |            |
| Saul Hayes                            | Montréal                | Québec                  | Officier  | 1973  |            |
| Helen Hayles                          | Winnipeg                | Manitoba                | Membre    | 2000  |            |
| David Mackness Hayne                  | Claremont               | Ontario                 | Membre    | 1999  |            |
| Albert William Haynes                 | Calgary                 | Alberta                 | Membre    | 1980  |            |
| Arden R. Haynes                       | Toronto                 | Ontario                 | Officier  | 1988  |            |
| Linda Haynes                          | Toronto                 | Ontario                 | Membre    |       |            |
| Robert Hall Haynes                    | Toronto                 | Ontario                 | Officier  | 1990  |            |
| Helen Hays                            | Edmonton                | Alberta                 | Membre    | 1986  |            |
| Ivan L. Head                          | West Vancouver          | Colombie-Britannique    | Officier  | 1990  |            |
| Richard L. Hearn                      | Queenston               | Ontario                 | Officier  | 1973  |            |
| Hugh J. Heasley                       | Waterloo                | Ontario                 | Officier  | 1967  |            |
| William Arthurs Heaslip               | Toronto                 | Ontario                 | Membre    | 1998  |            |
| A. Hervé Hébert                       | Cap St-Ignace           | Québec                  | Officier  | 1986  |            |
| J. Claude Hébert                      | Westmount               | Québec                  | Officier  | 1989  |            |
| Jacques Hébert                        | Montréal                | Québec                  | Officier  | 1978  |            |
| Louis Hébert                          | Montréal                | Québec                  | Officier  | 1976  |            |
| Marjolaine Hébert                     | Westmount               | Québec                  | Officier  | 1994  |            |
| Paul Hébert                           | Île d'Orléans           | Québec                  | Officier  | 1987  |            |
| Roy Lacaud Heenan                     | Montréal                | Québec                  | Officier  | 1998  |            |
| Arnold Heeney                         | Ottawa                  | Ontario                 | Compagnon | 1968  |            |
| George H. Hees                        | Toronto                 | Ontario                 | Officier  | 1989  |            |
| Gerald R. Heffernan                   | Toronto                 | Ontario                 | Officier  | 1987  |            |
| Raymond O. Heimbecker                 | Collingwood             | Ontario                 | Officier  | 1997  |            |
| Thomas Giles Heintzman                | Toronto                 | Ontario                 | Officier  | 1998  |            |
| Lawrence Heisey                       | Toronto                 | Ontario                 | Officier  | 1994  |            |
| Hilda Alice Hellaby                   | Whitehorse              | Yukon                   | Membre    | 1972  |            |
| Gerald K. Helleiner                   | Toronto                 | Ontario                 | Officier  | 2002  |            |
| John F. Helliwell                     | Vancouver               | Colombie-Britannique    | Officier  | 1987  |            |
| Keith Ian Munro Heming                | Winnipeg                | Manitoba                | Membre    | 1999  |            |
| Ydessa Hendeles                       | Toronto                 | Ontario                 | Membre    | 2004  |            |
| Gavin Henderson                       | Toronto                 | Ontario                 | Membre    | 1993  |            |
| Gordon F. Henderson                   | Ottawa                  | Ontario                 | Compagnon | 1977  |            |
| Lyman G. Henderson                    | Woodbridge              | Ontario                 | Membre    | 1995  |            |
| Sandra Christine Journeaux Henderson  | Whitehorse              | Yukon                   | Membre    | 1989  |            |
| Thomas Best Hendry                    | Toronto                 | Ontario                 | Officier  | 1995  |            |
| Joseph Fernand Henley                 | Beaconsfield            | Québec                  | Membre    | 2003  |            |
| Catherine G. Hennessey                | Charlottetown           | Île-du-Prince-Édouard   | Membre    | 2000  |            |
| Thomas L. Hennessy                    | Sudbury                 | Ontario                 | Membre    | 1984  |            |
| Jacques Henripin                      | Mont-Royal              | Québec                  | Membre    | 1988  |            |
| Carol Gail Henriquez                  | Vancouver               | Colombie-Britannique    | Membre    | 1999  |            |
| Eileen Cameron Henry                  | Antigonish              | Nouvelle-Écosse         | Membre    | 1982  |            |
| Martha Henry                          | Stratford               | Ontario                 | Compagnon | 1981  |            |
| Mary Henry                            | Charlottetown           | Île-du-Prince-Édouard   | Membre    | 1974  |            |
| Guy Henson                            | Halifax                 | Nouvelle-Écosse         | Membre    | 1978  |            |
| Yude M. Henteleff                     | Winnipeg                | Manitoba                | Membre    | 1997  |            |
| Ben Heppner                           | Etobicoke               | Ontario                 | Officier  | 1999  |            |
| Walter B. Herbert                     | Aylmer East             | Québec                  | Officier  | 1968  |            |
| J.A. Euclid Herie                     | Toronto                 | Ontario                 | Membre    | 1997  |            |
| Maxim Hermaniuk                       | Winnipeg                | Manitoba                | Officier  | 1982  |            |
| Denis Héroux                          | Montréal                | Québec                  | Officier  | 1983  |            |
| Helen deGreayer Herring               | Charlottetown           | Île-du-Prince-Édouard   | Membre    | 1990  |            |
| Peter A. Herrndorf                    | Ottawa                  | Ontario                 | Officier  | 1993  |            |
| Gerhard Herzberg                      | Ottawa                  | Ontario                 | Compagnon | 1968  |            |
| Norman A. Hesler                      | Sackville               | Nouveau-Brunswick       | Officier  | 1968  |            |
| Margaret Perkins Hess                 | Calgary                 | Alberta                 | Officier  | 1981  |            |
| Jacques Hétu                          | Saint-Hippolyte         | Québec                  | Officier  | 2001  |            |
| Cecil Hogarth Hewitt                  | North Bay               | Ontario                 | Membre    | 1976  |            |
| Foster W. Hewitt                      | Toronto                 | Ontario                 | Officier  | 1972  |            |
| Godfrey Hewitt                        | Ottawa                  | Ontario                 | Membre    | 1976  |            |
| Robert Hewitt                         | Pointe-Claire           | Québec                  | Membre    | 1987  |            |
| Margaret G. Hickling                  | Vancouver               | Colombie-Britannique    | Membre    |       |            |
| T. Alexander Hickman                  | Saint-Jean              | Terre-Neuve-et-Labrador | Officier  | 2003  |            |
| Henry D. Hicks                        | Halifax                 | Nouvelle-Écosse         | Compagnon | 1970  |            |
| Paul G. Hiebert                       | Carman                  | Manitoba                | Membre    | 1976  |            |
| Oscar George Hierlihy                 | Chamberlains            | Terre-Neuve-et-Labrador | Membre    | 1990  |            |
| Agnes C. Higgins                      | Lachine                 | Québec                  | Membre    | 1975  |            |
| Tomson Highway                        | Noëlville               | Ontario                 | Officier  | 1993  |            |
| Henry Peter Hildebrand                | Clearbrook              | Colombie-Britannique    | Membre    | 1979  |            |
| John A. Hildes                        | Winnipeg                | Manitoba                | Membre    | 1979  |            |
| Charles C. Hill                       | Ottawa                  | Ontario                 | Membre    | 2000  |            |
| Daniel G. Hill                        | Don Mills               | Ontario                 | Officier  | 1999  |            |
| David Hinson Hill                     | Ottawa                  | Ontario                 | Membre    | 2001  |            |
| F. Marguerite Hill                    | Toronto                 | Ontario                 | Membre    | 1994  |            |
| Frederick Walter Hill                 | Regina                  | Saskatchewan            | Membre    | 1985  |            |
| Joseph Charles Hill                   | Oshweken                | Ontario                 | Membre    | 1973  |            |
| Kathleen Louise Hill                  | Halifax                 | Nouvelle-Écosse         | Membre    | 1999  |            |
| Polly Hill                            | Toronto                 | Ontario                 | Membre    | 1997  |            |
| Winnifred S. Hill                     | Niagara Falls           | Ontario                 | Membre    | 1973  |            |
| Donald Arthur Hillman                 | Manotick                | Ontario                 | Officier  | 1993  |            |
| Elizabeth Sloman Hillman              | Manotick                | Ontario                 | Officier  | 1993  |            |
| Margaret H. Hilson                    | Ottawa                  | Ontario                 | Officier  | 2003  |            |
| Evelyn Margery Hinds                  | Victoria                | Colombie-Britannique    | Membre    | 1979  |            |
| Donald Lewes Hings                    | Burnaby                 | Colombie-Britannique    | Membre    | 2001  |            |
| Robert N. Hinitt                      | Saskatoon               | Saskatchewan            | Membre    | 1982  |            |
| Claude Hinton                         | Outremont               | Québec                  | Membre    | 1989  |            |
| John Hirsch                           | Toronto                 | Ontario                 | Officier  | 1967  |            |
| Jack Hirsh                            | Hamilton                | Ontario                 | Membre    | 1999  |            |
| Lotta Hitschmanova                    | Ottawa                  | Ontario                 | Compagnon | 1968  |            |
| Orville Hjertaas                      | Prince Albert           | Saskatchewan            | Membre    | 1997  |            |
| Karen Gerda Hnatyshyn                 | Ottawa                  | Ontario                 | Compagnon | 1990  |            |
| Ramon John Hnatyshyn                  | Ottawa                  | Ontario                 | Compagnon | 1990  |            |
| William S. Hoar                       | Vancouver               | Colombie-Britannique    | Officier  | 1974  |            |
| Kenneth C. Hobbs                      | Whitby                  | Ontario                 | Membre    | 2002  |            |
| John Hobday                           | Senneville              | Québec                  | Membre    | 2000  |            |
| J. Dinnage Hobden                     | Comox                   | Colombie-Britannique    | Membre    | 1974  |            |
| Peter William Hochachka               | Vancouver               | Colombie-Britannique    | Officier  | 1999  |            |
| Hans Albert Hochbaum                  | Delta Marshes           | Manitoba                | Membre    | 1978  |            |
| E. Prudence Hockin                    | Toronto                 | Ontario                 | Membre    | 1980  |            |
| Donald G. Hodd                        | Burlington              | Ontario                 | Membre    | 1976  |            |
| Charles P. Hodge                      | Pierrefonds             | Québec                  | Membre    | 1991  |            |
| Frederick Douglas Hodges              | Saint John              | Nouveau-Brunswick       | Membre    | 1981  |            |
| A. Birnie Hodgetts                    | Port Hope               | Ontario                 | Membre    | 1976  |            |
| J. Edwin Hodgetts                     | Kingston                | Ontario                 | Officier  | 1989  |            |
| Nora Hodgins                          | Toronto                 | Ontario                 | Membre    | 1974  |            |
| Christine Wilna Hodgson               | Moose Jaw               | Saskatchewan            | Membre    |       |            |
| Maggie Hodgson                        | Edmonton                | Alberta                 | Officier  | 2005  |            |
| Pearl Hodgson                         | Richmond                | Colombie-Britannique    | Membre    | 1973  |            |
| Stuart M. Hodgson                     | Richmond                | Colombie-Britannique    | Officier  | 1970  |            |
| Paul Hoffert                          | Toronto                 | Ontario                 | Membre    | 2004  |            |
| Abigale Hoffman                       | Ottawa                  | Ontario                 | Officier  | 1982  |            |
| Bertram M. Hoffmeister                | West Vancouver          | Colombie-Britannique    | Officier  | 1982  |            |
| Helen Hogg                            | Richmond Hill           | Ontario                 | Compagnon | 1968  |            |
| James Cameron Hogg                    | Vancouver               | Colombie-Britannique    | Officier  | 2005  |            |
| Mary Eileen Hogg                      | Seaforth                | Ontario                 | Membre    | 1979  |            |
| Peter Wardell Hogg                    | Toronto                 | Ontario                 | Compagnon | 1991  |            |
| William MacDougall Hogg               | Sault Ste. Marie        | Ontario                 | Membre    | 1976  |            |
| Bruce William Hogle                   | Edmonton                | Alberta                 | Membre    | 1998  |            |
| Elizabeth Bradford Holbrook           | Dundas                  | Ontario                 | Membre    | 1995  |            |
| George W. Holbrook                    | Waterloo                | Ontario                 | Membre    | 2003  |            |
| Hélène Papachristidis Holden          | Dorval                  | Québec                  | Membre    | 1994  |            |
| Lois Elsa Hole                        | Edmonton                | Alberta                 | Membre    | 1999  |            |
| Samuel Hollander                      | Toronto                 | Ontario                 | Officier  | 1998  |            |
| Charles H. Hollenberg                 | Toronto                 | Ontario                 | Officier  | 1990  |            |
| Brian C. Hollywood                    | St. Lawrence            | Terre-Neuve-et-Labrador | Membre    | 1999  |            |
| Alan H. Holman                        | Charlottetown           | Île-du-Prince-Édouard   | Officier  | 1980  |            |
| Derek Holman                          | Toronto                 | Ontario                 | Membre    | 2002  |            |
| Harry T. Holman                       | Summerside              | Île-du-Prince-Édouard   | Membre    | 1987  |            |
| John W. Holmes                        | Toronto                 | Ontario                 | Officier  | 1969  |            |
| Peggy Holmes                          | Edmonton                | Alberta                 | Membre    | 1989  |            |
| Simma Holt                            | Coquitlam               | Colombie-Britannique    | Membre    | 1996  |            |
| Walter F. Homburger                   | Toronto                 | Ontario                 | Membre    | 1984  |            |
| Robert Homme                          | Grafton                 | Ontario                 | Membre    | 1998  |            |
| Beland Hugh Honderich                 | Vancouver               | Colombie-Britannique    | Officier  | 1986  |            |
| John Honderich                        | Toronto                 | Ontario                 | Membre    | 2003  |            |
| Hugh Hood                             | Montréal                | Québec                  | Officier  | 1988  |            |
| Catherine Hooper                      | Châteauguay             | Québec                  | Membre    | 1996  |            |
| John Hooper                           | Hampton                 | Nouveau-Brunswick       | Officier  | 2000  |            |
| Mel Hoppenheim                        | Montréal                | Québec                  | Membre    | 2015  |            |
| Wilbert H. Hopper                     | Ottawa                  | Ontario                 | Officier  | 1985  |            |
| John Alexander Hopps                  | Ottawa                  | Ontario                 | Officier  | 1986  |            |
| Stewart M. Hopps                      | Magog                   | Québec                  | Membre    | 1998  |            |
| Frederick G. Horgan                   | Saint John              | Nouveau-Brunswick       | Membre    | 2004  |            |
| Louis Horlick                         | Saskatoon               | Saskatchewan            | Officier  | 1994  |            |
| Cleeve Horne                          | Toronto                 | Ontario                 | Officier  | 1996  |            |
| Michal Hornstein                      | Montréal                | Québec                  | Membre    | 1984  |            |
| Reuben A. Hornstein                   | Halifax                 | Nouvelle-Écosse         | Membre    | 1991  |            |
| Myer Horowitz                         | Victoria                | Colombie-Britannique    | Officier  | 1990  |            |
| Norman Horrocks                       | Dartmouth               | Nouvelle-Écosse         | Officier  |       |            |
| James Deverell Horsman                | Medicine Hat            | Alberta                 | Membre    |       |            |
| Harold Horwood                        | Annapolis Royal         | Nouvelle-Écosse         | Membre    | 1979  |            |
| George William Bligh Hostetter        | Niagara-on-the-Lake     | Ontario                 | Membre    | 1986  |            |
| Harley Norman Hotchkiss               | Calgary                 | Alberta                 | Officier  | 1997  |            |
| Gilles Houde                          | Magog                   | Québec                  | Membre    | 1996  |            |
| Rolf B. Hougen                        | Whitehorse              | Yukon                   | Officier  | 1987  |            |
| Claudette Hould                       | Montréal                | Québec                  | Membre    | 2004  |            |
| Arthur Maxwell House                  | Saint-Jean              | Terre-Neuve-et-Labrador | Officier  | 1989  |            |
| Douglas House                         | Saint-Jean              | Terre-Neuve-et-Labrador | Membre    | 2000  |            |
| Yvonne McKague Housser                | Toronto                 | Ontario                 | Membre    | 1984  |            |
| Alma G. Houston                       | Lunenburg               | Nouvelle-Écosse         | Membre    | 1975  |            |
| Clarence Stuart Houston               | Saskatoon               | Saskatchewan            | Officier  | 1992  |            |
| W. Glen How                           | Georgetown              | Ontario                 | Officier  | 2000  |            |
| William Arnold Howard                 | Calgary                 | Alberta                 | Membre    | 1992  |            |
| Margherita Austin Howe                | Niagara-on-the-Lake     | Ontario                 | Membre    | 1983  |            |
| Dennis G. Howell                      | Guelph                  | Ontario                 | Membre    | 1986  |            |
| Wilfrid Howick                        | Mont-Royal              | Québec                  | Membre    | 1978  |            |
| William G.C. Howland                  | Toronto                 | Ontario                 | Officier  | 1991  |            |
| Alphonsine Howlett                    | Montréal                | Québec                  | Membre    | 1980  |            |
| A. Rolph Huband                       | Oakville                | Ontario                 | Membre    | 2003  |            |
| Robert Hamilton Hubbard               | Ottawa                  | Ontario                 | Officier  | 1977  |            |
| Margaret Hudec                        | Regina                  | Saskatchewan            | Membre    | 1981  |            |
| Fred Hudon                            | Montréal                | Québec                  | Membre    | 1975  |            |
| Alan Roy Hudson                       | Toronto                 | Ontario                 | Officier  | 2000  |            |
| John Edward Hudson                    | Hamiota                 | Manitoba                | Membre    | 2000  |            |
| Charles J.A. Hughes                   | Fredericton             | Nouveau-Brunswick       | Officier  | 1991  |            |
| Edward J. Hughes                      | Duncan                  | Colombie-Britannique    | Membre    | 2001  |            |
| Gordon F. Hughes                      | Windsor                 | Nouvelle-Écosse         | Officier  | 1979  |            |
| Helen Hughes                          | Victoria                | Colombie-Britannique    | Membre    | 1982  |            |
| Monica Hughes                         | Edmonton                | Alberta                 | Membre    | 2001  |            |
| Ted Hughes                            | Victoria                | Colombie-Britannique    | Officier  | 2002  |            |
| Robert Edgar Hulse                    | Elora                   | Ontario                 | Membre    | 2005  |            |
| Ian K. Hume                           | Melbourne               | Québec                  | Membre    | 1981  |            |
| James Nairn Patterson Hume            | Bolton                  | Ontario                 | Membre    | 2003  |            |
| Solon Lamont Hummel                   | Toronto                 | Ontario                 | Officier  | 2000  |            |
| John P. Humphrey                      | Montréal                | Québec                  | Officier  | 1974  |            |
| George W. Hungerford                  | Vancouver               | Colombie-Britannique    | Officier  | 1984  |            |
| John G. Hungerford                    | Toronto                 | Ontario                 | Membre    | 1984  |            |
| W. Helen Hunley                       | Rocky Mountain House    | Alberta                 | Officier  | 1992  |            |
| Dora de Pedery Hunt                   | Toronto                 | Ontario                 | Officier  | 1974  |            |
| Richard Ralph Hunt                    | Victoria                | Colombie-Britannique    | Membre    | 1994  |            |
| Bernice Thurman Hunter                | Scarborough             | Ontario                 | Membre    | 2001  |            |
| James B. Hunter                       | Sherwood Park           | Alberta                 | Membre    |       |            |
| Margaret M. Hunter                    | Ottawa                  | Ontario                 | Membre    | 1984  |            |
| Raoul Hunter                          | Québec                  | Québec                  | Membre    | 1989  |            |
| Roderick Oliver Alexander Hunter      | Winnipeg                | Manitoba                | Membre    | 2000  |            |
| Thomas James Hunter                   | Guelph                  | Ontario                 | Membre    |       |            |
| William Dickenson Hunter              | Edmonton                | Alberta                 | Membre    | 1999  |            |
| Germaine Huot                         | Montréal                | Québec                  | Membre    | 2000  |            |
| Helen Huraj                           | St. Thomas              | Ontario                 | Membre    | 1974  |            |
| William D. Hurst                      | Don Mills               | Manitoba                | Membre    | 1972  |            |
| Pierre Hurteau                        | Laval                   | Québec                  | Membre    | 1972  |            |
| Mel Hurtig                            | Edmonton                | Alberta                 | Officier  | 1980  |            |
| Vicky Husband                         | Victoria                | Colombie-Britannique    | Membre    | 2001  |            |
| Helen Huston                          | Edmonton                | Alberta                 | Officier  | 1994  |            |
| Jane L. Hutchings                     | Corner Brook            | Terre-Neuve-et-Labrador | Membre    | 1972  |            |
| W. Bruce Hutchison                    | Victoria                | Colombie-Britannique    | Officier  | 1967  |            |
| William Hutt                          | Stratford               | Ontario                 | Compagnon | 1969  |            |
| Frances Hyland                        | Toronto                 | Ontario                 | Officier  | 1970  |            |
| Gary Hyland                           | Moose Jaw               | Saskatchewan            | Membre    | 2004  |            |
| Louis Davies Hyndman                  | Edmonton                | Alberta                 | Officier  | 1992  |            |
| Margaret P. Hyndman                   | Toronto                 | Ontario                 | Officier  | 1973  |            |